# Zulay frente al siglo XXI
Zulay frente al siglo XXI es un documental antropológico y etnográfico que el director argentino Jorge Prelorán rodó en Ecuador entre 1980 y 1989. La película fue coproducida por The School of Theatre, Film and Television de la UCLA con la colaboración de Cuesta Ordóñez Producciones.
La estrategia documental de Prelorán consistía, primero, en generar un espacio de confianza y convivencia con sus personajes por lo que solo cuando se había establecido un vínculo se permitía usar la cámara, de tal forma que sus obras registran la cotidianeidad de dichos personajes y sus familias sin que estos se sientan observados y sin que la cámara se transforme en una intrusa. Prelorán realizó más de sesenta películas a lo largo de su carrera y estuvo nominado a un Premio Oscar en 1980 por el corto documental Luther Metke a los 94.
Zulay frente al siglo XXI fue seleccionada para mostrarse en la 13.ª edición del Margaret Mead Film Festival de 1989.

## Sinopsis
La obra aborda la vida de Zulay (Zoila) Saravino, quien forma parte de una familia de tejedores en el pueblo de Quinchuqui, parte de Otavalo en las tierras altas andinas de la provincia de Imbabura, en el norte de Ecuador. En la primera mitad de la película se muestra la vida de la familia Saravino, mientras que en la segunda mitad Zulay acompaña a los cineastas argentinos de vuelta a su residencia en Los Ángeles, donde Jorge Prelorán enseña en la escuela de cine de Universidad de California en Los Ángeles, para buscar nuevos mercados para sus tejidos, algo propio de la tradición del pueblo otavaleño que conserva la figura del mindalae. Es ahí donde tiene lugar un diálogo con Mabel Prelorán que manifiesta la problemática de la aculturación y de los desafíos tempranos de un mundo globalizado que parece amenazante para la integrante de una comunidad nativa americana. Es la razón por la cual esta obra se considera como un título clave dentro de la filmografía de Prelorán.
Graciela Taquini, después de señalar que uno de los temas centrales de la obra de Prelorán es la transculturación, dice que sus imágenes fílmicas muestran los choques culturales a veces con dramatismo y otras en forma irónica, como cuando Zulay aparece en la película en el SeaWorld de Orlando vestida a la usanza otavaleña junto a un personaje de Disney.

## Producción
Al respecto en declaraciones a la periodista argentina Verónica Engler, Mabel Prelorán recordaba que «recién llegados a Ecuador para encarar el documental en Otavalo (a unos 100 kilómetros de Quito), sufrimos un imprevisto. Ambos caímos enfermos, Jorge a causa de su columna y yo por problemas intestinales. A los dos el médico nos indicó reposo estricto por una semana. En el hotel, y sin saber qué hacer, Jorge me propuso escribir algo, como para zafar del aburrimiento. Con la Olivetti portátil que nos acompañaba delineamos el argumento de Mi tía Nora. Empezamos a hacer el libreto para pasar el tiempo», rememora la guionista original de la película que, finalmente, se exhibió en distintas ciudades del mundo e incluso, lejos de las expectativas de sus creadores, ganó premios internacionales (en el Festival de Cine Latinoamericano de Biarritz y en el Festival Internacional de Figuera de Foz).

## Recepción
Junto a Mi tía Nora el documental es uno de los dos títulos que Prelorán rodó en Ecuador durante la década de los 80, por lo cual el cineasta también forma parte de la historia del cine ecuatoriano.
El documental ha sido destacado por numerosos estudiosos de la obra de Prelorán, como Eliot Weinberger por ejemplo, por la naturalidad del diálogo que tiene lugar entre el personaje y los cineastas desde su condición de argentinos expatriados en Los Ángeles, haciendo que la conversación que registra el filme vaya más allá de un intercambio entre representantes de distintas culturas sino entre seres humanos sujetos a una misma condición migratoria.
Tras la muerte de Jorge Prelorán en 2009 el Instituto Smithsoniano de Washington acogió el conjunto de su obra para preservarla.